# Pontypridd (circonscription du Senedd)
Ne doit pas être confondu avec Pontypridd (circonscription du Parlement britannique).
Pontypridd est une circonscription de l'Assemblée nationale du pays de Galles.

## Membres de l'Assemblée
| Élection | Élection | Membre        | Parti  | Portrait |
| -------- | -------- | ------------- | ------ | -------- |
|          | 1999     | Jane Davidson | Labour |          |
|          | 2011     | Mick Antoniw  | Labour |          |

## Élections

### Élections dans les années 2010
| Élections de l'Assemblée galloise 2016: Pontypridd |                   |               |        |      |       |
| Parti                                              | Parti             | Candidat      | Votes  | %    | ±     |
|                                                    | Labour            | Mick Antoniw  | 9,986  | 39.4 | −11.4 |
|                                                    | Plaid Cymru       | Chad Rickard  | 4,659  | 18.4 | +4.9  |
|                                                    | Conservateur      | Joel James    | 3,884  | 15.3 | −0.4  |
|                                                    | UKIP              | Edwin Allen   | 3,322  | 13.1 | +13.1 |
|                                                    | Liberal Democrats | Mike Powell   | 2,979  | 11.8 | −6.1  |
|                                                    | Green             | Ken Barker    | 508    | 2.0  | +2.0  |
| Majorité                                           | Majorité          | Majorité      | 5,328  | 21.0 | -12.0 |
| Participation                                      | Participation     | Participation | 25,338 | 43.5 | +4.6  |
|                                                    | Labour hold       | Labour hold   | Swing  |      |       |

| Élections de l'Assemblée galloise 2011: Pontypridd |                   |               |        |      |       |
| Parti                                              | Parti             | Candidat      | Votes  | %    | ±     |
|                                                    | Labour            | Mick Antoniw  | 11,864 | 50.8 | +9.1  |
|                                                    | Liberal Democrats | Mike Powell   | 4,170  | 17.9 | −9.7  |
|                                                    | Conservateur      | Joel James    | 3,659  | 15.7 | +2.8  |
|                                                    | Plaid Cymru       | Ioan Bellin   | 3,139  | 13.5 | −4.3  |
|                                                    | Indépendant       | Ken Owen      | 501    | 2.1  | N/A   |
| Majorité                                           | Majorité          | Majorité      | 7,694  | 33   | +18.8 |
| Participation                                      | Participation     | Participation | 23,333 | 38.9 | −2.1  |
|                                                    | Labour hold       | Labour hold   | Swing  | +9.4 |       |

### Élections dans les années 2000
| Élections de l'Assemblée galloise 2007: Pontypridd |                   |                |        |      |       |
| Parti                                              | Parti             | Candidat       | Votes  | %    | ±     |
|                                                    | Labour            | Jane Davidson  | 9,836  | 41.9 | −8.1  |
|                                                    | Liberal Democrats | Michael Powell | 6,449  | 27.4 | +13.3 |
|                                                    | Plaid Cymru       | Richard Grigg  | 4,181  | 17.8 | −3.9  |
|                                                    | Conservateur      | Janice Charles | 3,035  | 12.9 | +2.9  |
| Majorité                                           | Majorité          | Majorité       | 3,347  | 14.2 | −14.2 |
| Participation                                      | Participation     | Participation  | 23,501 | 40.9 | +2.3  |
|                                                    | Labour hold       | Labour hold    | Swing  |      |       |

| Élections de l'Assemblée galloise 2003: Pontypridd |                   |               |        |       |       |
| Parti                                              | Parti             | Candidat      | Votes  | %     | ±     |
|                                                    | Labour            | Jane Davidson | 12,206 | 50.0  | +11.4 |
|                                                    | Plaid Cymru       | Delme Bowen   | 5,286  | 21.7  | −10.5 |
|                                                    | Liberal Democrats | Mike Powell   | 3,443  | 14.1  | −3.1  |
|                                                    | Conservateur      | Jayne Cowan   | 2,438  | 10.0  | +1.5  |
|                                                    | UKIP              | Peter Gracia  | 1,025  | 4.2   | N/A   |
| Majorité                                           | Majorité          | Majorité      | 6,920  | 28.4  | +23.0 |
| Participation                                      | Participation     | Participation | 24,398 | 38.6  | −6.8  |
|                                                    | Labour hold       | Labour hold   | Swing  | +11.0 |       |

### Élections dans les années 1990
| Élections de l'Assemblée galloise 1999: Pontypridd |                                  |                    |        |      |     |
| Parti                                              | Parti                            | Candidat           | Votes  | %    | ±   |
|                                                    | Labour                           | Jane Davidson      | 11,330 | 38.6 | N/A |
|                                                    | Plaid Cymru                      | Bleddyn W. Hancock | 9,755  | 33.3 | N/A |
|                                                    | Liberal Democrats                | Gianni Orsi        | 5,040  | 17.2 | N/A |
|                                                    | Conservateur                     | Susan Ingerfield   | 2,485  | 8.5  | N/A |
|                                                    | Indépendant                      | Paul Phillips      | 436    | 1.5  | N/A |
|                                                    | Communist                        | Robert Griffiths   | 280    | 1.0  | N/A |
| Majorité                                           | Majorité                         | Majorité           | 1,575  | 5.4  | N/A |
| Participation                                      | Participation                    | Participation      | 29,326 | 45.4 | N/A |
|                                                    | Labour Vainqueur (nouveau siège) |                    |        |      |     |